# مكتب 610
مكتب 610 (بالصينية: 610 办公室) هي وكالة أمنية كانت متواجدة في الصين. تم تسميتها بتاريخ إنشائها في 10 يونيو 1999،  وقد تم تأسيسها لغرض تنسيق وتنفيذ اضطهاد الفالون غونغ. باعتباره مكتبا يُديره الحزب الشيوعي بدون تفويض قانوني رسمي، فإنه يوصف أحيانًا بأنه منظمة خارجة عن القانون.   مكتب 610 هو الذراع التنفيذي لمجموعة القيادية المركزية للتعامل مع الفالون جونج (CLGDF)،  والمعروف أيضًا باسم «المجموعة القيادية المركزية للتعامل مع الأديان الهرطقية».  في مارس 2018، أعيد تنظيم المكتب وتفويض مهامه إلى اللجنة المركزية للشؤون السياسية والقانونية ووزارة الأمن العام.
عادة ما يرأس المكتب المركزي 610 عضو رفيع المستوى في اللجنة الدائمة للمكتب السياسي للحزب الشيوعي، وهو كثيرا ما يوجه الأجهزة الحكومية والحزبية الأخرى في اضطهاد الفالون غونغ.   يرتبط المكتب ارتباطًا وثيقًا بلجنة الشؤون السياسية والتشريعية القوية للحزب الشيوعي الصيني. كما تم إنشاء مكتب 610 محلي على مستوى المقاطعات والبلديات والأحياء، ويقدر عددها بحوالي 1000 مكتب في جميع أنحاء البلاد.
تشمل الوظائف الرئيسية لمكاتب 610 تنسيق الدعاية المناهضة لفالون غونغ، والمراقبة وجمع المعلومات الاستخباراتية، ومعاقبة أتباع الفالون غونغ و«إعادة تعليمهم».    وبحسب ما ورد يشارك المكتب في إصدار أحكام خارج نطاق القضاء، وإعادة التعليم القسري، والتعذيب، وفي بعض الأحيان قتل ممارسي الفالون غونغ.  
منذ عام 2003، تم توسيع مهمة المكتب 610 لتشمل استهداف مجموعات دينية أخرى ومجموعات تشي كونغ يعتبرها الحزب الشيوعي هرطقة أو ضارة، على الرغم من أن فالون جونج لا تزال أولويته الرئيسية. 

## خلفية

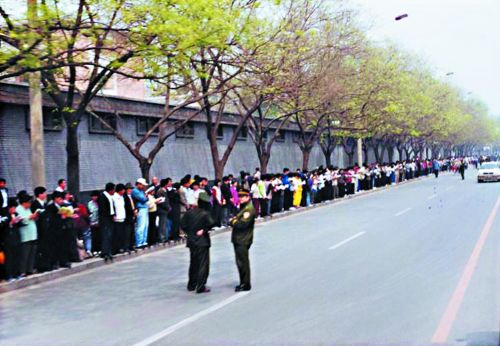
تظاهر ممارسي الفالون غونغ خارج مجمع حكومة تشونغنانهاي في أبريل 1999 لطلب الاعتراف الرسمي.

فالون غونغ، المعروف أيضًا باسم فالون دافا، هو شكل من أشكال ممارسة تشي كونغ الروحية التي تتضمن التأمل وتمارين الطاقة والفلسفة الأخلاقية التي تعتمد على التقاليد البوذية. تم تقديم هذه الممارسة من قبل «لي هونغ زي»(Li Hongzhi) في شمال شرق الصين في ربيع عام 1992. 
حظيت الفالون غونغ في البداية بدعم رسمي كبير خلال السنوات الأولى من تطورها، وحشدت الملايين من المتابعين. بحلول منتصف التسعينيات، سعت السلطات الصينية إلى كبح جماح تأثير ممارسات تشي كونغ، وسنّ متطلبات أكثر صرامة على طوائف تشي كونغ المختلفة في البلاد.  في عام 1996، ربما ردًا على الضغط المتصاعد لإضفاء الطابع الرسمي على العلاقات مع الدولة الحزبية، قدم فالون غونغ للانسحاب من جمعية تشي كونغ التي تديرها الدولة.  بعد قطع العلاقات مع الدولة، تعرضت الجماعة لانتقادات ومراقبة متزايدة من قبل جهاز الأمن والدعاية في البلاد. تم حظر نشر كتب الفالون غونج مرة أخرى في يوليو 1996، وبدأت وسائل الإعلام التي تديرها الدولة في انتقاد المجموعة باعتبارها شكلاً من أشكال «الخرافات الإقطاعية»، التي يتعارض توجهها «الألوهي» مع الأيديولوجية الرسمية والأجندة الوطنية. 
في 25 أبريل 1999، تظاهر أكثر من 10.000 من أتباع الفالون غونغ سلميا بالقرب من مجمع حكومة تشونغنانهاي لطلب الاعتراف الرسمي ووضع حد للمضايقات المتصاعدة ضدهم. كان قيصر الأمن وعضو المكتب السياسي لو غان أول من لفت الانتباه إلى الحشد. وبحسب ما ورد اتصل لو غان بالأمين العام للحزب الشيوعي جيانغ زيمين وطالب بحل حاسم لمشكلة فالون غونج.
قدمت مجموعة من خمسة من ممثلي الفالون غونغ مطالبهم إلى رئيس الوزراء آنذاك زهو رونغجي، وقد تفرقت المجموعة بشكل سلمي، بعد لقاء جمعهم به بدا فيه رضاهم. أفيد أن جيانغ زيمين كان غاضبًا للغاية من الحدث، ومع ذلك، أعرب عن قلقه إزاء حقيقة أن عددًا من البيروقراطيين رفيعي المستوى ومسؤولي الحزب الشيوعي وأعضاء المؤسسة العسكرية قد تبنّوا الفالون غونج. في ذلك المساء، نشر جيانغ خطابًا عبر صفوف الحزب يأمر بضرورة سحق الفالون غونج. 

## المؤسسة
في 7 يونيو 1999، عقد جيانغ زيمين اجتماعًا للمكتب السياسي لمعالجة قضية فالون غونج. في الاجتماع، وصف جيانغ فالون غونج بأنه تهديد خطير لسلطة الحزب الشيوعي، حيث اعتبرها «شيئا غير مسبوق في البلاد منذ تأسيسها قبل 50 عامًا»  وأمر بإنشاء مجموعة قيادية خاصة داخل اللجنة المركزية للحزب من أجل «الاستعداد التام لتفكيك فالون غونج». 
في 10 يونيو، تم تشكيل المكتب 610 للتعامل مع التنسيق اليومي للحملة ضد الفالون غونغ. تم اختيار لو غان لقيادة المكتب، الذي وُصفت مهمته في ذلك الوقت بالدراسة والتحقيق وتطوير «نهج موحد... لحل مشكلة فالون غونج». لم يتم إنشاء المكتب بأي تشريع، ولا توجد أحكام تصف صلاحياته الدقيقة.  ومع ذلك، فقد تم تفويضه «للتعامل مع الوكالات المركزية والمحلية والحزبية والخاصة بالولاية، والتي تمت دعوتها للعمل بالتنسيق الوثيق مع هذا المكتب»، وفقًا لما ذكره جيمس تونغ، أستاذ في جامعة كاليفورنيا. 
في 17 يونيو 1999، أصبح المكتب 610 تحت مجموعة القيادة المركزية المنشأة حديثًا للتعامل مع فالون غونج، برئاسة عضو اللجنة الدائمة للمكتب السياسي لي لانكينغ. كما شغل أربعة نواب آخرين لمدير المجموعة القيادية المركزية مناصب رفيعة المستوى في الحزب الشيوعي، بما في ذلك وزير إدارة الدعاية دينغ غوانغن.  كان قادة المكتب 610 ومجموعة القيادة المركزية قادرين على دعوة كبار المسؤولين الحكوميين والحزبيين للعمل على القضية والاستفادة من مواردهم المؤسسية"، وكان لهم اتصال شخصي بالأمين العام للحزب الشيوعي ورئيس الوزراء. 
كتب الصحفي يان دينيس جونسون، الذي أكسبته تغطيته لحملة الفالون غونغ جائزة بوليتزر، أن مهمة المكتب 610 كانت "تعبئة المنظمات الاجتماعية المرنة في البلاد". بأوامر من مكتب الأمن العام، اصطفت الكنائس والمعابد والمساجد والصحف ووسائل الإعلام والمحاكم والشرطة جميعًا وراء خطة الحكومة لسحق فالون غونغ، دون إجراءات مفرطة. في غضون أيام، اجتاحت الصين موجة اعتقالات. بحلول نهاية عام 1999، كان أتباع الفالون غونغ يموتون في الاعتقال".

## بنية المكتب
يُدار مكتب 610 من قبل كبار قادة الحزب الشيوعي الصيني، ويدير مجموعة القيادة المركزية للتعامل مع الفالون غونغ الذي يشرف على مكتب 610، منذ إنشائه، عضو بارز في اللجنة الدائمة للمكتب السياسي. قائمة تضم 610 من رؤساء المكاتب، بما في ذلك الفترة التي قضوها في هذا المنصب، تشمل لي لانكينغ (1999-2003)، ولو غان (2003-2007)، وتشو يونغ كانغ (2007-2012)، ولي دونغ شنغ (2013)، وليو جينغو (2013- 2015)، فو زينغهوا (2015-2016)، ومؤخراً هوانغ مينغ (2016). 
كان الهدف من تعيين سلطات الحزب رفيعة المستوى لإدارة القيادة المركزية ومكتب 610 هو ضمان تفوقهم على المسؤولين الإداريين الآخرين.  وفقًا لجيمس تونج، يقع المكتب 610 في «عدة طبقات إدارية» فوق منظمات مثل الإدارة الوطنية للإذاعة والتلفزيون ووكالة أنباء شينخوا والتلفزيون الصيني المركزي ومكتب الأخبار والمطبوعات. يلعب المكتب 610 دور تنسيق التغطية الإعلامية المناهضة لفالون غونغ في الصحافة التي تديرها الدولة، بالإضافة إلى التأثير على كيانات الدولة والكيانات الحزبية الأخرى، بما في ذلك الأجهزة الأمنية، في حملة مناهضة الفالون غونغ.  
يتكهن كوك (Cook) وليميش (Lemish) بأن مكتب 610 قد تم إنشاؤه خارج النظام الأمني التقليدي للدولة لعدة أسباب: أولاً، كان عدد من المسؤولين داخل الأجهزة العسكرية والأمنية يمارسون الفالون غونغ، مما دفع جيانغ وقادة الحزب الشيوعي الصيني الآخرين للخوف من أن هذه المنظمات تم بالفعل اختراقها بهدوء؛ ثانيًا، كانت هناك حاجة إلى منظمة ذكية وقوية لتنسيق الحملة ضد الفالون غونغ؛ ثالثًا، أدى إنشاء منظمة حزبية رفيعة المستوى إلى اعتبار أنّ حملة مناهضة الفالون غونغ كانت أولوية؛ وأخيرًا، لم يرغب قادة الحزب الشيوعي الصيني في عرقلة الحملة المناهضة للفالون غونغ بسبب القيود القانونية أو البيروقراطية، وبالتالي أنشأوا مكتب 610 خارج نطاق القضاء.
بعد فترة وجيزة من إنشاء المكتب المركزي 610، تم إنشاء 610 مكتبًا موازيًا على كل مستوى إداري حيثما كان سكان ممارسو الفالون غونغ حاضرين، بما في ذلك مستوى المقاطعة والبلدية وأحيانًا الأحياء. في بعض الحالات، تم إنشاء مكاتب 610 داخل الشركات الكبرى والجامعات. يتلقى كل مكتب أوامر من المكتب 610 الذي يوجد في مستوى إداري أعلى، أو من سلطات الحزب الشيوعي في نفس المستوى التنظيمي.  في المقابل، تؤثر مكاتب 610 المحلية على ضباط الهيئات الحكومية والحزبية الأخرى، مثل المؤسسات الإعلامية ومكاتب الأمن العام المحلية والمحاكم.  
يتداخل هيكل مكتب 610 مع لجنة الشؤون السياسية والتشريعية للحزب الشيوعي (PLAC). أشرف كل من لو غان وتشو يونغ كانغ على كل من لجنة الشؤون السياسية والتشريعية ومكتب 610 في وقت واحد. ينعكس هذا التداخل أيضًا على المستويات المحلية، حيث يتماشى مكتب 610 بانتظام مع لجنة الشؤون السياسية والتشريعية المحلية، وفي بعض الأحيان يتشارك المكاتب الفعلية. 
تظهر مكاتب 610 الفردية على المستويات المحلية اختلافات طفيفة في الهيكل التنظيمي.  أحد الأمثلة على كيفية تنظيم المكاتب المحلية يأتي من مدينة (Leiyang) في مقاطعة خونان هناك، تألف مكتب 610 في عام 2008 من «مجموعة مركبة» و «مجموعة تعليمية». كانت المجموعة التعليمية مسؤولة عن «العمل الدعائي» و «التحول من خلال إعادة تعليم» أتباع الفالون غونغ. كانت المجموعة المركبة مسؤولة عن المهام الإدارية واللوجستية، وجمع المعلومات الاستخبارية، وحماية المعلومات السرية. 
كتب جيمس تونغ أن قرار الحزب بإدارة الحملة المناهضة للفالون غونغ من خلال مجموعة القيادة المركزية ومكتب 610 يعكس "نمطًا من اختيار النظام المؤسسي" لاستخدام اللّجان المخصصة بدلاً من الوكالات الدائمة، واستثمار السلطة في القيادة الحزبية العليا بدلاً من بيروقراطيات الدولة الوظيفية". 

### التوظيف
لا يُعرف سوى القليل نسبيًا عن عمليات التوظيف لمكاتب 610 المحلية. في حالات نادرة حيث تتوفر مثل هذه المعلومات، بدا أن 610 ضابطا قد تم اختيارهم من وكالات حزبية أو حكومية أخرى (مثل موظفي اللجنة السياسية والتشريعية أو مكاتب الأمن العام).  كان هاو فنغ جون، المنشق والضابط السابق في مكتب 610 في مدينة تيانجين، أحد هؤلاء الضباط. عمل هاو سابقًا في مكتب الأمن العام في تيانجين، وكان من بين الضباط الذين تم اختيارهم للإعارة إلى مكتب 610 الذي تم إنشاؤه حديثًا. تبذل بعض مكاتب 610 جهود التوظيف الخاصة بها لجلب موظفين يحملون شهادات جامعية. 

### نظام المسؤولية

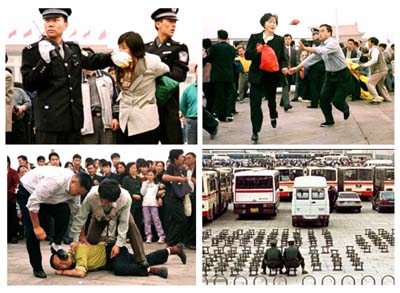
القبض على ممارسي الفالون غونغ في ساحة تيان آن من بعد الحظر. قام مكتب 610 بفرض غرامات عقابية على المسؤولين المحليين لمنع احتجاجات فالون غونج في الساحة.

من أجل ضمان الامتثال لتوجيهات الحزب ضد فالون غونج، نفذت مكاتب 610 نظام مسؤولية امتد إلى المستويات الشعبية للمجتمع. بموجب هذا النظام، تم تحميل المسؤولين المحليين المسؤولية عن جميع النتائج المتعلقة بالفالون غونغ ضمن ولايتهم القضائية، وفُرض نظام غرامات عقابية على المناطق والمسؤولين الذين فشلوا في اضطهاد فالون غونغ بشكل مناسب.   كتب جونسون: «أظهر هذا أنه بدلاً من إنشاء نظام حديث لحكم الصين، لا تزال الحكومة تعتمد على خليط مخصص من المراسيم والأوامر والعلاقات الشخصية». 
ظهر مثال على نظام المسؤولية هذا في التعامل مع المتظاهرين المسافرين إلى بكين في السنوات الأولى من الاضطهاد. بعد أن بدأ اضطهاد الفالون غونج في عام 1999، سافر المئات من ممارسي الفالون غونج يوميًا إلى ساحة تيان آن من أو إلى مكاتب تقديم الالتماسات في بكين للمطالبة بحقوقهم. من أجل وقف تدفق المتظاهرين في العاصمة، حمّل المكتب المركزي 610 السلطات المحلية مسؤولية ضمان عدم ذهاب أي شخص من منطقتهم إلى بكين. كتب جونسون: «فرضت حكومة المقاطعة غرامة على رؤساء البلديات ورؤساء المقاطعات عن كل ممارس للفالون غونغ من منطقتهم ذهب إلى بكين». ثم قام رؤساء البلديات وقادة المقاطعات بفرض غرامة على رؤساء مكاتبهم المحلية البالغ عددها 610 أو فروع مجموعة القيادة المركزية، والذين قاموا بدورهم بفرض غرامة على رؤساء القرى، الذين فرضوا غرامة على الشرطة. فرضت الشرطة العقوبة على ممارسي الفالون غونغ، وطالبتهم بانتظام بالمال لاسترداد التكاليف.  كتب جونسون أن «الغرامات كانت غير قانونية، ولم يصدر قط أي قانون أو لائحة كتابية تسردها». أعلن المسؤولون الحكوميون عنهم شفويا فقط في الاجتماعات. قال أحد المسؤولين لجونسون: «لم يكن هناك أي شيء مكتوب على الإطلاق لأنهم لم يرغبوا في نشره على الملأ». 

## المهام

### المراقبة والاستخبارات
تعد مراقبة ممارسي الفالون غونغ وجمع المعلومات الاستخباراتية من بين الوظائف الرئيسية لمكتب 610. على المستويات المحلية، يشمل ذلك مراقبة أماكن العمل والمساكن لتحديد ممارسي الفالون غونغ، والقيام بزيارات يومية إلى منازل ممارسي الفالون غونغ المعروفين (أو «المسجلين»)، أو التنسيق والإشراف على مراقبة الممارسين على مدار 24 ساعة.   لا يقوم مكتب 610 بالضرورة بإجراء المراقبة مباشرة؛ بدلاً من ذلك، يأمر السلطات المحلية بالقيام بذلك، ويطلب منهم تقديم تقرير على فترات منتظمة إلى مكتب 610.  تقوم مكاتب المستوى الأساسي 610 بنقل المعلومات الاستخبارية التي جمعتها في سلسلة العمليات إلى المكتب 610 أعلاه.  في كثير من الحالات، تستهدف المراقبة ممارسي الفالون غونغ الذين تراجعوا عن هذه الممارسة في السابق أثناء وجودهم في السجن أو معسكرات العمل، ويهدف إلى منع العودة لتلك الممارسات. 
يتم تعزيز جهود جمع المعلومات الاستخباراتية لمكتب 610 من خلال تدريب المخبرين المدنيين المأجورين. تم العثور على مكاتب 610 على المستويات المحلية لتقديم مكافآت مالية كبيرة للمعلومات التي تؤدي إلى القبض على ممارسي الفالون غونغ، وتم إنشاء خطوط ساخنة على مدار 24 ساعة للمدنيين للإبلاغ عن النشاط المرتبط بالفالون غونغ.  في بعض المناطق، يتم سن "تدابير المسؤولية'' حيث يتم مساءلة أماكن العمل والمدارس ولجان الأحياء والعائلات عن المراقبة والإبلاغ عن ممارسي الفالون غونغ في صفوفهم. 
بالإضافة إلى المراقبة الداخلية، يُزعم أن المكتب 610 متورط في المخابرات الأجنبية. شهد هاو فينجون، الضابط السابق المنشق عن تيانجين، بأن وظيفته في مكتب 610 تضمنت جمع وتحليل التقارير الاستخباراتية حول سكان فالون غونج في الخارج، بما في ذلك الولايات المتحدة وكندا وأستراليا.
في عام 2005، قام وكيل صيني يعمل مع السفارة الصينية في برلين بتجنيد الدكتور دان صن، ممارس الفالون غونغ الألماني، للعمل مُخبرا. وبحسب ما ورد رتب الوكيل اجتماعًا مع صن مع رجلين زُعم أنهما باحثان في الطب الصيني مهتمان بالبحث عن الفالون غونج، ووافق دان صن على نقل المعلومات إليهما، على أمل تعزيز فهمهما لهذه الممارسة. كان الرجال في الواقع عملاء رفيعي المستوى لمكتب 610 في شنغهاي. ووفقًا لمجلة دير شبيغل، فإن القضية أظهرت «مدى أهمية محاربة [فالون غونج] بالنسبة للحكومة [الصينية]،» و «تشير إلى النهج العدواني للغاية الذي تتبعه أحيانًا وكالات الاستخبارات الصينية.» 

### الدعاية
الدعاية هي من بين الوظائف الأساسية لمكتب 610، على المستويين المركزي والمحلي.   تضم مجموعة القيادة المركزية أعضاء رفيعي المستوى من قسم الدعاية بالحزب الشيوعي، بما في ذلك وزير الدعاية ونائب رئيس المجموعة القيادية المركزية للدعاية والعمل الأيديولوجي. هذا، إلى جانب الموقف التنظيمي لمكتب 610 فوق أجهزة الأخبار والدعاية الرئيسية، يمنحه تأثيرًا كافيًا لتوجيه جهود الدعاية المناهضة لفالون غونغ على المستوى المركزي. 
يلاحظ تونغ أن أول «هجمات دعائية» على الفالون غونج انطلقت في الصحف الحكومية الرائدة في أواخر يونيو 1999 - بعد وقت قصير من إنشاء المكتب 610، ولكن قبل الإعلان رسميًا عن الحملة ضد فالون غونج. أشرف دينغ جوانجن على هذا الجهد بصفته نائب زعيم المجموعة القيادية المركزية للتعامل مع فالون جونج ورئيس الدعاية في البلاد. احتوت الهجمات الإعلامية الأولية على إشارات محجبة وغير مباشرة إلى الفالون غونغ، وكان محتواها يهدف إلى السخرية من «الخرافات» وتمجيد فضائل الإلحاد.  في الأسابيع التي سبقت الإطلاق الرسمي للحملة، شرعت كل من مجموعة القيادة المركزية ومكتب 610 في العمل على إعداد عدد كبير من الكتب والافتتاحيات والبرامج التليفزيونية التي تدين المجموعة، والتي تم نشرها على الملأ بعد 20 يوليو 1999 عندما كانت الحملة ضد بدأ فالون غونج رسميًا. 
في الأشهر التي أعقبت يوليو 1999، كتب ديفيد أونبي أن جهاز الإعلام في البلاد «كان يخرج مئات المقالات والكتب والتقارير التلفزيونية ضد فالون غونج. لم يشهد الشعب الصيني مثل هذا المبالغة منذ ذروة الثورة الثقافية.» استخدمت دعاية الدولة في البداية جاذبية العقلانية العلمية للقول إن نظرة فالون غونج للعالم كانت في «معارضة كاملة للعلم» والشيوعية؛  أكدت صحيفة الشعب اليومية في 27 يوليو 1999، أنها «كانت صراعًا بين الألوهية والإلحاد والخرافات والعلم والمثالية والمادية». تركزت خطابات أخرى ظهرت في الصحافة التي تديرها الدولة على اتهامات بأن فالون غونج يُضلل أتباعه وأنه يشكل خطرا على الصحة. لجعل الدعاية في متناول الجماهير، نشرت الحكومة كتبًا هزلية، بعضها قارن بين مؤسس فالون غونج ولين بياو وأدولف هتلر.
يوجه المكتب المركزي 610 مكاتب محلية للقيام بأعمال دعائية ضد فالون غونج. ويشمل ذلك العمل مع وسائل الإعلام المحلية، فضلاً عن إجراء حملات شعبية «لتثقيف» الجمهور المستهدف في المدارس والجامعات والشركات التي تديرها الدولة والمؤسسات الاجتماعية والتجارية.   في عام 2008، على سبيل المثال، أصدر المكتب المركزي 610 توجيهًا للمشاركة في أعمال الدعاية التي تهدف إلى منع فالون غونج من «التدخل في» أولمبياد بكين.  تمت الإشارة إلى الحملة على مواقع الويب الحكومية في كل مقاطعة صينية. 

### إعادة التأهيل والاحتجاز

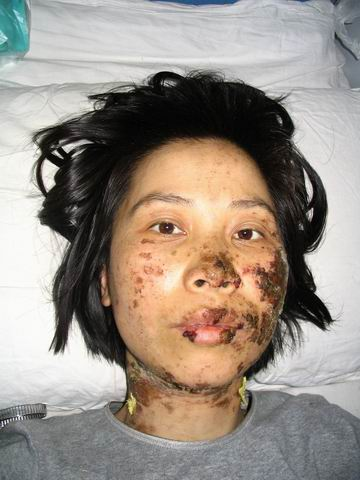
تم الإبلاغ عن تعرّض غاو رونغ رونغ (Gao Rongrong) للتعذيب حتى الموت في الاعتقال في عام 2005.، وهو من ممارسي الفالون غونغ من مقاطعة (Liaoning).

تعمل مكاتب 610 مع وكالات الأمن المحلية لرصد أتباع الفالون غونغ والقبض عليهم، وقد حُكم على العديد منهم إدارياً في معسكرات إعادة التعليم من خلال العمل (RTL)، وإذا استمروا في ممارسة والدعوة لفالون غونغ، يُحكم عليهم بالسجن.  يُقدّر عدد أتباع الفالون غونغ المحتجزين في الصين بمئات الآلاف. في بعض المرافق، يكون ممارسو الفالون غونغ هم الأغلبية.  
مكاتب 610 في جميع أنحاء الصين تحتفظ بشبكة غير رسمية من مرافق «التحول من خلال إعادة التعليم». تُستخدم هذه المرافق على وجه التحديد لإعادة البرمجة الأيديولوجية لممارسي الفالون غونغ، حيث يتعرضون للإكراه البدني والعقلي في محاولة لحملهم على التخلي عن الفالون غونغ.  في عام 2001، بدأ المكتب المركزي 610 يأمر «جميع لجان الأحياء ومؤسسات وشركات الدولة» بالبدء في استخدام مرافق التحول. لم يتم إنقاذ أي من ممارسي الفالون غونغ، بما في ذلك الطلاب وكبار السن. في العام نفسه، ورد أن المكتب 610 نقل أوامر بأن أولئك الذين يمارسون الفالون غونج بنشاط يجب إرسالهم إلى السجون أو معسكرات العمل، وأولئك الذين لم يتخلوا عن إيمانهم بالفالون غونج يجب أن يكونوا معزولين اجتماعيا ومراقبتهم من قبل العائلات وأصحاب العمل.
في عام 2010، بدأ المكتب المركزي 610 حملة لمدة ثلاث سنوات لتكثيف «التحول» لممارسي الفالون غونغ المعروفين. كشفت وثائق من مكاتب 610 المحلية في جميع أنحاء البلاد عن تفاصيل الحملة، التي تضمنت تحديد حصص التحول، وطالبت السلطات المحلية بأخذ ممارسي الفالون غونغ بقوة إلى جلسات التحول من خلال إعادة التعليم. إذا فشلوا في التراجع عن ممارساتهم، فسيتم إرسال الممارسين إلى معسكرات العمل. 
بالإضافة إلى السجون ومعسكرات العمل ومرافق التحول، يمكن لمكتب 610 إجبار ممارسي الفالون غونغ الأصحاء عقليًا بشكل تعسفي على مرافق الطب النفسي. في عام 2002، قدّر أن ما يقرب من 1000 من أتباع الفالون غونغ محتجزون ضد إرادتهم في مستشفيات الأمراض العقلية، حيث كانت التقارير عن سوء المعاملة شائعة.

### التدخل في النظام القانوني
يُحكم على غالبية ممارسي الفالون غونغ المحتجزين إدارياً في معسكرات إعادة التعليم من خلال العمل، على الرغم من أن عدة آلاف حُكم عليهم بالسجن لفترات أطول. اتهم محامو حقوق الإنسان الصينيون أن المكتب 610 يتدخل بانتظام في القضايا القانونية التي تشمل ممارسي الفالون غونغ، مما يقوض قدرة القضاة على الحكم بشكل مستقل.   أشار المحامي جيانغ تيانيونغ إلى أن القضايا التي يكون فيها المتهمون من ممارسي الفالون غونغ يتم البت فيها من قبل مكاتب 610 المحلية، وليس من خلال اللجوء إلى المعايير القانونية.  في نوفمبر 2008، أشار محاميان يسعيان إلى تمثيل ممارسي الفالون غونغ في هيلونغجيانغ إلى أن القاضي الذي يرأس القضية شوهد وهو يجتمع مع وكلاء المكتب 610.  زعم محامون آخرون، بما في ذلك غاو زيشينغ، وجو غوتينغ، ووانغ ياجون أن مكتب 610 تدخل في قدرتهم على مقابلة عملاء فالون غونغ أو الدفاع عنهم في المحكمة.  
تدعم الوثائق الرسمية ادعاء تدخلات مكتب 610. في عام 2009، وصفت وثيقتان منفصلتان من إقليم جيلين ولياونينغ كيف يجب الموافقة على القضايا القانونية ضد ممارسي الفالون غونغ و / أو تدقيقها من قبل مكتب 610.  إن القرب التنظيمي لمكتب 610 من اللجنة السياسية والقضائية للحزب الشيوعي الصيني يمكّنه بشكل أفضل من ممارسة نفوذه مع المحكمة الشعبية العليا ووزارة العدل، على المستوى المركزي ومع نظرائهم على المستويات المحلية. 

## مزاعم التعذيب والقتل
أفادت عدة مصادر أن ضباط مكتب 610 متورطون في الأمر بتعذيب أتباع الفالون غونغ في الاعتقال. في رسالة إلى القادة الصينيين في عام 2005، نقل محامي حقوق الإنسان البارز جاو تشي شنغ روايات عن ضباط مكتب 610 ضربوا واعتدوا جنسياً على ممارسي الفالون غونغ: وكتب جاو يقول: «من بين جميع الروايات الحقيقية للعنف التي سمعتها، من جميع سجلات التعذيب اللاإنساني الذي تمارسه الحكومة على شعبها، أكثر ما صدمني هو الممارسة الروتينية من جانب مكتب 610 والشرطة بالاعتداء على الأعضاء التناسلية للمرأة».   وصف المنشق (Hao Fengjun) مشاهدته لأحد زملائه في المكتب 610 يضرب امرأة مسنة من ممارسي الفالون غونغ بقضيب حديدي. ساعد الحدث في تحفيز قرار هاو بالفرار إلى أستراليا. نقل تقرير عام 2009 للمقرر الخاص للأمم المتحدة المعني بحالات القتل خارج نطاق القضاء مزاعم بأن المكتب 610 متورط في قتل ممارسي الفالون غونغ جراء التعذيب، وذلك قبل أولمبياد بكين 2008.
أفاد إيان جونسون من صحيفة وول ستريت جورنال في عام 2000 أن ممارسي الفالون غونغ تعرضوا للتعذيب حتى الموت في مرافق «التحول من خلال إعادة التعليم» التي يديرها مكتب 610. أبلغ مكتب 610 المركزي السلطات المحلية أنه يمكنهم استخدام أي وسيلة ضرورية لمنع ممارسي الفالون غونغ من السفر إلى بكين للاحتجاج على الحظر - وهو أمر أدى، حسبما ورد، إلى انتهاكات واسعة النطاق في الحجز. 

## وظائف موسعة
في عام 2003، تم تغيير اسم مجموعة القيادية المركزية للتعامل مع فالون غونج إلى «مجموعة القيادية المركزية للتعامل مع الأديان الهرطقية». وفي العام نفسه، تم توسيع نطاق صلاحياتها لتشمل التخلص من 28 ديانة أخرى من «الهرطقات» و «ممارسات تشي كونغ الضارة».  على الرغم من أن الفالون غونج لا يزال هو الشاغل الرئيسي لمكتب 610، إلا أن هناك أدلة على وجود مكاتب محلية تستهدف أعضاء مجموعات أخرى، والتي يُعرف بعضها على أنها طوائف بوذية أو بروتستانتية. ويشمل ذلك مراقبة الأعضاء، والمشاركة في جهود الدعاية، واحتجاز الأعضاء وسجنهم. 
ذكرن صحيفة ذي إيكونوميست أن ضباط مكتب 610 متورطون في فرض الإقامة الجبرية على تشن قوانغ تشنغ، وهو ناشط حقوقي كفيف، الأمر الذي أثار الجدل حيث واجه قائد الشرطة تداعيات.
في عام 2008، ظهرت مجموعة جديدة من «المجموعات القيادية» بتفويض من «الحفاظ على الاستقرار». تم إنشاء مكاتب محلية مقابلة في كل منطقة في المدن الساحلية الرئيسية، وكُلفت بمهمة «البحث عن» العناصر المناهضة للحزب الشيوعي. تتداخل المكاتب الفرعية للحفاظ على الاستقرار بشكل كبير مع مكاتب 610 المحلية، وفي بعض الأحيان تتقاسم المكاتب والموظفين والقيادة. 
كتب كوك وليميش أن الاعتماد المتزايد على اللجان المخصصة مثل مكتب 610 ومكاتب صيانة الاستقرار قد يشير إلى شعور بين قادة الحزب الشيوعي بأن خدمات أمن الدولة الحالية غير فعالة في تلبية احتياجاتها. «إن اعتماد هؤلاء المسؤولين بشكل متزايد على قوات أمن أكثر تعسفًا، وخارجة عن القانون، وشخصية لحماية قبضتهم على السلطة لا ينذر بالسوء بالنسبة لسجل الصين في مجال حقوق الإنسان. كما أنه يهدد استقرار السياسة الداخلية للحزب الشيوعي الصيني في حال تسييس عمل مكتب 610». 

## إعادة التنظيم أو الزوال في 2018
في 19 مارس 2018، من خلال نشر وثيقة مؤرخة في 21 مارس، تم الإعلان عن إلغاء المكتب 610 ونقل مهامه إلى اللجنة المركزية للشؤون السياسية والقانونية ووزارة الأمن العام. أفاد الباحث في هونغ كونغ إدوارد آيرونز في فبراير 2019 أن ما تم «إلغاءه» كان المكتب المركزي 610، بينما ظلت المكاتب المحلية نشطة. لاحظ الباحث أيضًا أن إعادة التنظيم عززت، بدلاً من تخفيف، قمع الجماعات الدينية المحظورة، وأن هيكلًا آخر داخل وزارة الأمن العام، مكتب مكافحة شيه جياو التابع لوزارة الأمن العام (公安部 反 邪教 局: xiejiao غالبًا ما يُترجم المصطلح إلى «طوائف» أو «طوائف شريرة» لكن آيرونز وباحثون آخرون يفضلون ترجمة «تعاليم غير تقليدية» )، والتي كانت دائمًا متوازية ولكنها منفصلة عن مكتب 610، وتواصل أيضًا أنشطتها المستقلة. 